# Жариково (Амурская область)
Жа́риково — село в Тамбовском районе Амурской области России. Административный центр Жариковского сельсовета.

## География
Село Жариково стоит на левом берегу реки Гильчин, на расстоянии 12 км к юго-западу от районного центра Тамбовского района села Тамбовка, автомобильная дорога идёт через село Косицино.
От села Жариково на юго-запад (по левому берегу реки Гильчин, вниз по течению) идёт дорога к селу Свободка.

## История
Село основано в 1878 году переселенцами-молоканами из Тамбовской губернии.

## Население
| 2002 | 2010 | 2012 | 2013 | 2014 | 2015 | 2016 |
| ---- | ---- | ---- | ---- | ---- | ---- | ---- |
| 720  | ↘627 | ↗641 | ↘637 | ↘617 | ↗624 | ↘623 |
| 2017 | 2018 |      |      |      |      |      |
| ↘619 | ↘610 |      |      |      |      |      |

## Улицы
| - пер. Банный, - пер. Брошенный, - пер. Зелёный, | - ул. Молодёжная, - ул. Октябрьская, - ул. Центральная, | - пер. Школьный, - ул. Шоссейная, - ул. Юбилейная. |

## Экономика
Сельскохозяйственные предприятия Тамбовского района.